# Rikki Six
Rikki Six (Riverside, California; 18 de diciembre de 1990) es una actriz pornográfica, gimnasta y modelo estadounidense.

## Biografía
Nació en Riverside (California) en diciembre de 1990 con el nombre de Breanna Ashley Cox. A los seis meses de nacer, sus padres se divorciaron. Practicó danza, animación y gimnasia rítmica, llegando a ser cheerleader. Una vez graduada, se planteó llegar a ser enfermera de pediatría, por lo que se apuntó a una escuela de enfermería y asistencia dental, consiguiendo su primer trabajo en una clínica dental como asistente.
A los 18 años de edad, fue contactada a través de Facebook por Dave Rock de la agencia Motley Models, quien le preguntó si estaba interesada en trabajar en la industria del cine para adultos. Declinó entonces la oferta, dedicándose a sus estudios de asistencia dental. Tres años más tarde, la compañía seguía interesada en contar con sus servicios, aceptando ella finalmente la oferta. No obstante, este paso por Motley Models fue algo efímero, pues la abandonó a las dos semanas para acogerse a una oferta de la firma LA Direct Models.
Además de su faceta como actriz porno, también ha hecho un cameo en la película Blood of Redemption y en el videoclip de la canción Dead Bite de Hollywood Undead junto a Lisa Ann, Jayden Jaymes, Tera Patrick y Jessa Rhodes.
En enero de 2013 se casó con la estrella de FMX Derrick McClintock en Las Vegas.
En 2014 fue nominada en los Premios AVN a Mejor actriz revelación, a la Mejor escena de masturbación por Slumber Party Cupcake Sluts, a la Mejor escena de sexo en grupo por Party with Rikki Six y a la Mejor escena de sexo lésbico en grupo por Streaker Girls.
Algunos trabajos de su filmografía son Avengers XXX 2, Dahlia Sky Loves Girls, Load My Mouth, Oil Overload 8, Party With Rikki Six 2, Slumber Party Cupcake Sluts o Sperm Bank.
Se retiró en 2017, habiendo aparecido como actriz en más de 190 películas.

## Premios y nominaciones
| Año  | Ceremonia             | Resultado | Premio                                | Trabajo                     |
| ---- | --------------------- | --------- | ------------------------------------- | --------------------------- |
| 2013 | Nightmoves            | Nominada  | Mejor actriz revelación               | —                           |
| 2013 | Sex Awards            | Nominada  | Actriz debutante más caliente         | —                           |
| 2013 | The Fannys            | Nominada  | Mejor actriz revelación               | —                           |
| 2014 | Premios AVN           | Nominada  | Mejor actriz revelación               | —                           |
| 2014 | Premios AVN           | Nominada  | Mejor escena de masturbación          | Slumber Party Cupcake Sluts |
| 2014 | Premios AVN           | Nominada  | Mejor escena de sexo en grupo         | Party with Rikki Six        |
| 2014 | Premios AVN           | Nominada  | Mejor escena de sexo lésbico en grupo | Streaker Girls              |
| 2014 | Nightmoves            | Nominada  | Mejor cuerpo                          | —                           |
| 2014 | Nightmoves Fan Awards | Nominada  | Mejor cuerpo                          | —                           |
| 2014 | Spank Bank Awards     | Nominada  | Porn's Next "It" Girl                 | —                           |
| 2014 | Spank Bank Awards     | Nominada  | Newcummer of the Year                 | —                           |
| 2014 | Premios XBIZ          | Nominada  | Mejor actriz revelación               | —                           |
| 2015 | Premios AVN           | Nominada  | Premio fan: Mejores pechos            | —                           |
| 2015 | Premios AVN           | Nominada  | Mejor escena de sexo en grupo         | Baby Got Boobs 14           |